# Angelo Di Carlo
Angelo Di Carlo detto Capitano (Corleone, 8 febbraio 1891 – Turi, 12 novembre 1967) è stato un militare e mafioso italiano legato a Cosa Nostra.

## Biografia
Ottavo di tredici figli di un macellaio, dopo aver conseguito il diploma al liceo, frequentò l'Accademia militare ed entrò a far parte del Regio Esercito con il grado di capitano di artiglieria; partecipò a alle spedizioni militari nel Corno d'Africa, in Libia nella guerra italo-turca e alla prima guerra mondiale. Dalla sua esperienza di militare deriva il soprannome che i suoi conoscenti gli diedero di  "Capitano".
Membro della famiglia di Corleone, per sfuggire alla dura repressione operata in epoca fascista dal prefetto Cesare Mori ai danni della criminalità organizzata in Sicilia, nel 1926 Di Carlo emigrò assieme ai suoi fratelli negli Stati Uniti, dove fu schedato come anarchico. Giunto a New York, Di Carlo fu arrestato e incarcerato per un mese per l'accusa mossagli dall'ambasciatore italiano di aver ucciso Francesco Bosco, un gerarca fascista di Corleone; da tale accusa venne prosciolto per insufficienza di prove nel 1930. Entrò a far parte dell'organizzazione criminale guidata dal boss siculo-americano Lucky Luciano, di cui fu uno dei killer più affidabili. Secondo il FBN, nel periodo statunitense Di Carlo era attivo anche nel traffico di stupefacenti.
Nel 1936 assieme al fratello minore Calogero diede vita ad una casa di distribuzione cinematografica, la Esperia Film Distributing Company, che si occupava dell'importazione di film italiani e della loro distribuzione nelle sale cinematografiche statunitensi.
La compagnia cessò le proprie attività nel dicembre 1941 quando, a seguito dell'attacco giapponese alla base militare di Pearl Harbor, Di Carlo e i suoi fratelli furono arrestati e internati nei campi di concentramento, come italiani pericolosi.
Dopo la riuscita invasione della Sicilia da parte delle truppe alleate nel luglio 1943, il 28 settembre viene "autorizzato dall'OSS grazie al suo antifascismo" e, rilasciato nel novembre 1943, fu arruolato nei Marines  e inviato nell'isola.
Nel 1945, a guerra conclusa, rientrato nella natìa Corleone depose lo storico capomafia Calogero Lo Bue - considerato ormai “non adeguato ai nuovi tempi” - il quale si ritirò a vita privata, ed a questi succedette il medico condotto Michele Navarra, cugino dello stesso Di Carlo. A Navarra assicurò il diritto esclusivo su tutti i veicoli militari alleati abbandonati in Sicilia.
Nonostante il legame di parentela, dopo l'uccisione del Navarra avvenuta nel 1958 ad opera di sicari incaricati da Luciano Liggio, divenuto così nuovo capomafia, Di Carlo continuò a far parte comunque della cosca, dove mantenne il ruolo di consigliere.
Del boss Liggio fu socio in affari come co-fondatore nel 1956 della società armentizia di Piano Scala; nel 1953 entrò a far parte della società Istituto Sovvenzioni e Prestiti, poi finita nel mirino della magistratura.